# 乌蒙紫晶报春
乌蒙紫晶报春（学名：Primula virginis），为报春花科报春花属下的一个种。

## 扩展阅读
維基物種上的相關：乌蒙紫晶报春